# Сьокадо Сьодзьо
Сьокадо Сьодзьо (1582 — 14 жовтня 1639) — японський художник, каліграф, поет, майстер чайної церемонії кінця періоду Адзуті-Момояма і початку періоду Едо.

## Життєпис
Походив з урядницького роду Накамуна. Народився 1582 року в містечку Сакай. Після повноліття отримав ім'я Сікібу. Здобув класичну освіту. Деякий час служив в місті Нара. Потім перебував у почті аристократа Коное Нобутади. Втім у 1599 році стає буддистським ченцем під ім'ям Сьодзьо. Більша частина решти життя Сьодзьо пройшла в храмі Івасімідзу Хатімангу (належав до секти Сінгон), розташованому на горі Отоко поблизу Кіото, настоятелем якого він став в 1628 році. Висловлюється припущення, що навчався в Кано Санраку, проте це непевно.
У 1634 році несподівано залишив монастир і вирушив у мандри. Вважається, що саме Сьодзьо придумав контейнер для зберігання і перенесення їжі (бенто), який використовується до тепер. В 1637 оселився в селі Сьокадо («Притулок квітів і сосен»), неподалік від храму Такімоното-бо (поруч із сучасним містом Явата). Його будинок став місцем паломництва, де збиралися поети, художники, філософи для ведення неквапливих бесід. Тут помер у 1638 році.

## Творчість
Добре знався на китайських стилях малювання та поліхромному стилі ямато-е. Уславився роботами у стилі суйбоку. Малював швидкими, легкими мазками у стилі Сун і Юань. Його роботи були натхненні китайськими майстрами Муці Фанчань і Лян Каєм. Улюбленими сюжетами художника були зображення квітів і птахів на сувоях і ширмах з поетичними написами, виконаними чудовою каліграфією.
У пізній період творчості звернувся до малювання портрети у стилі Кукая, який удосконалив, створивши власний стиль «Такімоното». Малював переважно мудреців, буддистських божеств, художників, літераторів, поетів, ченців, святих, що уславили Японію. В цих портретах сила вираження злилася з вишуканістю виконання. художник збільшив фігури і тонко виписав особи персонажів, ретельно вималювати очі, брови, рот, які в ранніх варіантах виконувалися в техніці хікіме кагіха-ну («око-лінія, ніс-гачок»). Образи виведені сильною контурною лінією, більша чіткість спостерігається в співвідношенні колірних зон. Прикладом є альбом «Тридцять шість чарівників поезії», «Автопортрет» і «Бог Хатіман як буддійський чернець».
Також був одним з найбільших каліграфів свого періоду. Разом з Коное Нобутада і Хон'амі Коецу став одним з «санпіцу кан'ей» («Трьох пензлів [ери] Кан'ей»). Сьодзьо домігся великих успіхів у каліграфії і навіть відкрив власну школу.